# Drežnik Podokićki
Drežnik Podokićki – wieś w Chorwacji, w żupanii zagrzebskiej, w mieście Samobor. W 2011 roku liczyła 253 mieszkańców.